# Romaklosters pastorat
Romaklosters pastorat är ett pastorat i Medeltredingens kontrakt i Visby stift i Svenska kyrkan.
Pastoratskoden är 120204.
Pastoratet bildades 2016 från pastoraten Roma, Östergarn, Vänge och Dalhem och omfattar följande församlingar:
- Roma församling
- Björke församling
- Follingbo församling
- Akebäcks församling
- Barlingbo församling
- Endre församling
- Hejdeby församling
- Dalhems församling
- Östergarns församling
- Vänge församling